# Bilkent
Bilkent ist ein Stadtviertel von Ankara, wo sich eine der bekanntesten Universitäten der Türkei, die Bilkent-Universität befindet.
Bilkent besteht aus drei großen Siedlungen mit Parks, Restaurants, Kino und einem Einkaufszentrum.
Koordinaten: 39° 52′ N, 32° 44′ O